# فوركالكوي
 فوركالكوير ، (بالإنجليزية: Forcalquier)‏، (الفرنسية:fɔʁ.kal.kje)، هي (بلدية) في مقاطعة ألب دي هوت بروفنس، في جنوب شرق فرنسا.

## توأمة
لفوركالكوي اتفاقيات توأمة مع:
- غاستالا

## أعلام
- مارغريت بروفانس
- راؤول دوفي
- رينيه غاليس